# Rakatyestanya
Rakatyestanya (románul: Răcăteşu) település Romániában, Erdélyben, Beszterce-Naszód megyében.

## Fekvése
Felsőilosva mellett fekvő település.

## Története
Rakatyestanya korábban Felsőilosva része volt. 1956-ban vált külön településsé 216 lakossal.
1966-ban 413 lakosából 412 román volt. 1977-ben 337, 1992-ben pedig 319 román lakosa volt.